# Martin-Luther-Kirche (Linz)

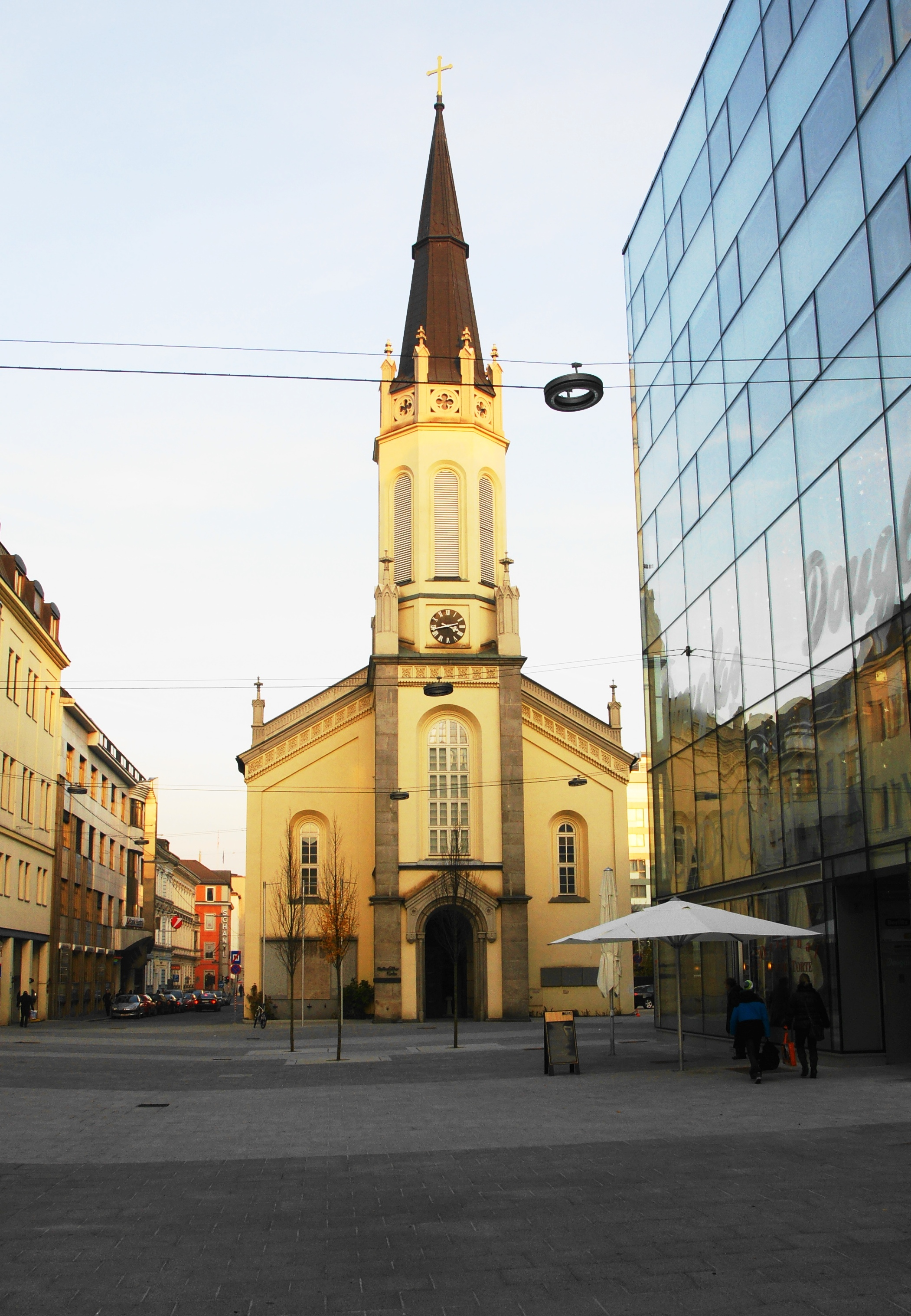
Martin-Luther-Kirche

Die Martin-Luther-Kirche ist eine evangelisch-lutherische Kirche in Linz. Sie wurde in den Jahren 1841 bis 1844 nach Plänen von Johann Rueff in klassizistischem Stil erbaut.
Sie ist die Hauptkirche der Evangelischen Superintendentur A. B. Oberösterreich.

## Geschichte
Kaiser Joseph II. erlaubte am 13. Oktober 1781, dass der evangelische Glaube offiziell gelebt werden darf. Dies legte er im sogenannten Toleranzpatent fest. Im Laufe der Zeit nahmen immer mehr Menschen diesen Glauben an und es entstand der Wunsch nach einem eigenen Bethaus. Von 1826 bis 1838 wurde der Antrag dafür mehrmals abgelehnt. Am 16. September 1841 traf dann die erhoffte Genehmigung ein. Ein paar Monate später, am 30. März 1842, starteten dann die Bauarbeiten auf dem ca. 7500 großen Grundstück. Bereits 6 Tage später mussten die Arbeiten aufgrund eines fehlenden Beschlusses vom Kaiser eingestellt werden. Die Folge daraus war, dass viele Menschen für einen Weiterbau spendeten. Erst am 5. August 1843 konnte der Bau fortgesetzt werden. Ein Jahr später war das Bethaus dann fertig und konnte feierlich eingeweiht werden. Das Altarblatt von Franz Xaver Bobleter stammt ebenfalls aus dem Jahr 1844.
Das damals für akatholische Gotteshäuser maßgebliche Toleranzpatent besagte, dass Toleranzbethäuser 50 m zurückversetzt von der Straße errichtet werden mussten, da sie ansonsten das Straßenbild dominieren würden. Aus heutiger Sicht kommt aber die Kirche gerade durch den Abstand zur Landstraße besser zur Geltung. Die Orgel des Bethauses wurde im Jahr darauf, am 24. August 1845, eingeweiht. Wo heute ein Geschäftshaus und das Gemeindezentrum sind, wurde im Jahr 1849 mit dem Bau des Pfarr- und Schulhauses begonnen. Die Gläubigen von Linz, das vorher als eine Filiale von Thening galt, wurden am 5. Jänner 1850 eine selbständige Gemeinde.

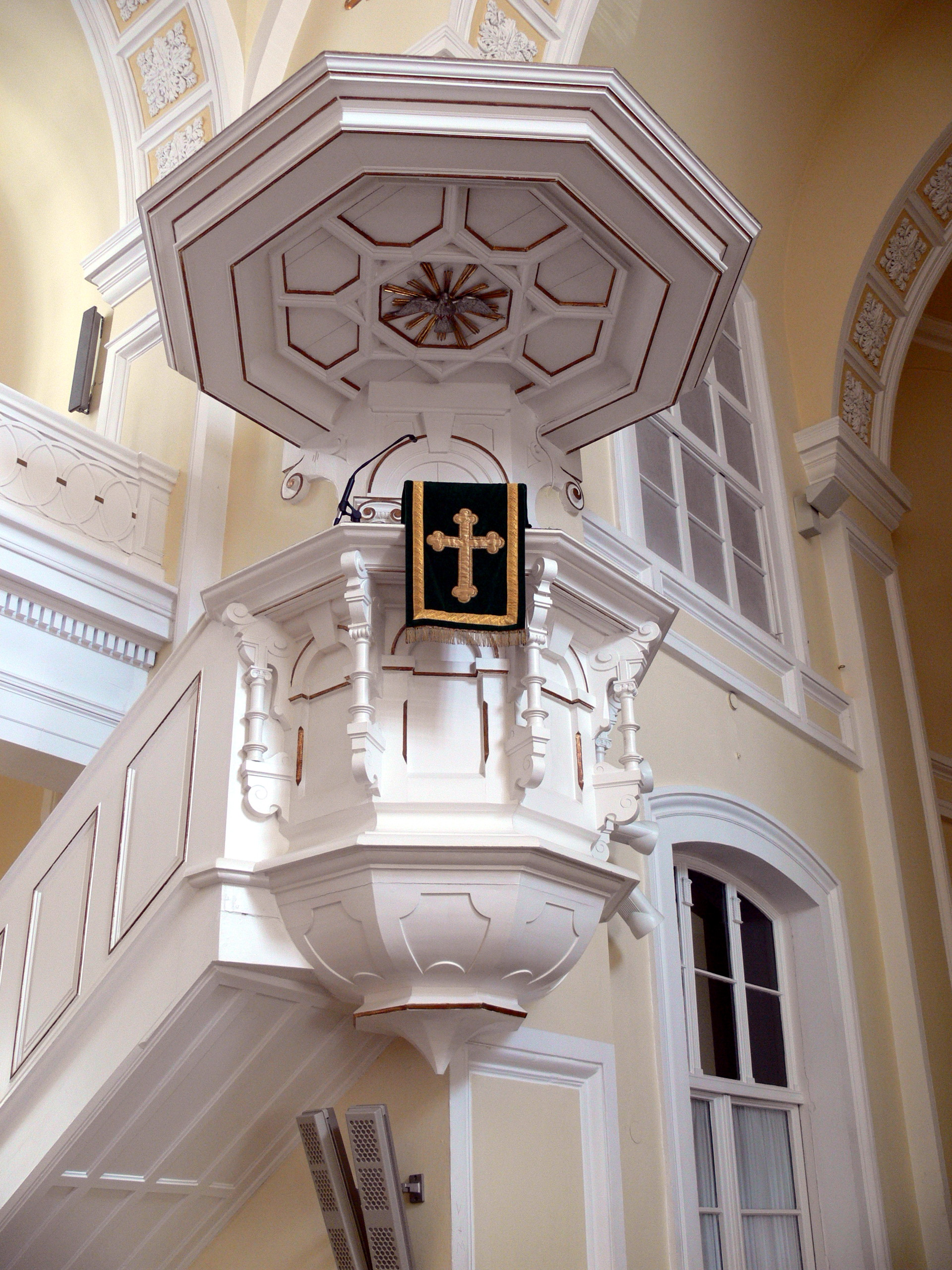
Kanzel der Martin-Luther-Kirche

Auf Grund dessen, dass es allen Gotteshäusern des evangelischen Glaubens untersagt war, kirchlich zu erscheinen, wurde die Kirche ohne Turm erbaut. Erst 1853 gab es dafür eine Baubewilligung. Der Grundstein wurde am 23. Juli 1854 gelegt. Mehr als fünf Jahre später, am 18. Dezember 1859, wurden drei Glocken geweiht, und als 1862 der mit neugotischen Stilelementen versehene Turmbau fertig war, spendeten die Frauen der Gemeinde das goldene Turmkreuz. Nach der Einweihung der Orgel, dem Erhalt der Glocken und der Erbauung des Turms, war die evangelische Kirche mit insgesamt 500 Sitzplätzen fertig.
1910 wurde die Kirche erstmalig renoviert. 1916 mussten zwei Glocken als Metallspende verschickt werden. Nach dem Ersten Weltkrieg wurde 1928 ein Kriegsgedenkmal an der Außenwand der Kirche befestigt. 1928/1929 kam der aus Bayern stammende Theologe Wilhelm Mensing-Braun als Pfarrer in die Gemeinde.
Mit der Errichtung der evangelischen Kirche wurde auch die evangelische Gemeinde immer größer. 102 Jahre nach dem Bau der Kirche hatte sie in Linz ca. 14 000 Mitglieder. Nach dem Zweiten Weltkrieg wurde nicht nur die evangelische Kirche ein zweites Mal renoviert und in die „Martin-Luther-Kirche“ umbenannt, sondern auch zahlreiche Projekte wie beispielsweise das Vorantreiben der Jugendarbeit oder die Gründung einer Stadtmission wurden umgesetzt. Zusätzlich kam es immer häufiger zu Bewegungen zwischen den Christen des katholischen und des evangelischen Glaubens. Dies führte zu einer Vergrößerung des Verständnisses untereinander. Bewegungen solcher Art werden heute auch als ökumenische Bewegungen bezeichnet.
Am 6. Juli 1961 wurden der evangelischen Glaubensgemeinschaft schließlich mit dem Erlass des „Protestantengesetzes“ mehrere Rechte zugeschrieben wie beispielsweise das Recht von den Mitgliedern einen Kirchenbeitrag einzusammeln. Von 1953 bis 1980 wirkte Leopold Temmel als Pfarrer an der Martin-Luther-Kirche. Im Dezember 1955 erfolgte die erste Radioübertragung eines Gottesdienstes aus der Kirche, im Jahr 1962 wurde die neue Orgel geweiht.
Anlässlich der 200-Jahr-Feier der Erlassung des Toleranzpatentes wurde am 31. Oktober 1981 eine Gedenktafel angefertigt und an der Martin-Luther-Kirche befestigt.
Nach der neuerlichen Renovierung im Jahr 1997 wurde der erste Gottesdienst in der neurenovierten Kirche zum Reformationsfest am 31. Oktober 1997 abgehalten, wobei das neue Turmkreuz gesegnet wurde, welches die damalige Kuratorin Ulrike Pischulti stiftete. Die Zeitung des „Linzer Kirchenboten – Nachrichten aus der evangelischen Gemeinde A. B. Linz a. d. D.“ erschien erstmals im August 1928. Sechs Jahre später, 1934, wurde „100 Jahre evangelische Gemeinde Linz“ gefeiert (Linz war 1834 Tochtergemeinde der evangelischen Kirchengemeinde Thening geworden). Anlässlich von 140 Jahren Martin-Luther-Kirche gab es im Oktober 1984 einen Festgottesdienst, zehn Jahre darauf war Kirchweihjubiläum der Martin-Luther-Kirche.
Mitte Februar 2006 wurde die neue Orgel aus der Werkstatt von Rowan West gesegnet. Sie ist für die Interpretation barocker Orgelmusik bestens geeignet; sie kann nicht nur für die Begleitung des Gottesdienstgesanges verwendet werden, sondern nimmt auch im Kulturleben von Linz einen festen Platz ein.
Im Herbst 2011 wurde der Kirchenvorplatz neugestaltet. Er hat jetzt hat eine Gesamtfläche von rund 2.000 m². Etwa 1.900 m² wurden im Rahmen der Neugestaltung neu gepflastert.

## Gebäude
Das in den 1840ern entstandene Langhaus ist in den Formen des Spätklassizismus gehalten, während der in den 1850ern entstandene Fassadenturm dem veränderten Zeitgeschmack entsprechend bereits neugotische Formen aufweist. Der Turm ist quadratisch und geht oberhalb der Dachhöhe in ein Achteck über. 1960 wurde die Fassade vereinfacht.

## Kriegerdenkmal
An der Außenmauer befindet sich ein Kriegerdenkmal. Dieses besteht aus drei Tafeln, wobei die mittlere auch die ältere ist. Sie zeigt ein Kreuz, wo zwei Soldaten davor knien. Oberhalb stehen die Worte „Sie gaben alles für das Vaterland“ und unterhalb „Durch Kriegseinwirkung in der Heimat umgekommen“. Zwischen den beiden Schriftzügen befinden sich die Namen der gefallenen Soldaten des Ersten Weltkrieges. Die beiden äußeren Tafeln beinhalten die Namen jener Soldaten, die im Zweiten Weltkrieg ihr Leben gelassen haben. Anders als die mittlere, bestehen diese Platten aus Granit. Zusätzlich befinden sich noch die vier Jahreszahlen: 1914, 1918, 1939 und 1945 auf dem Denkmal.

## Orgel

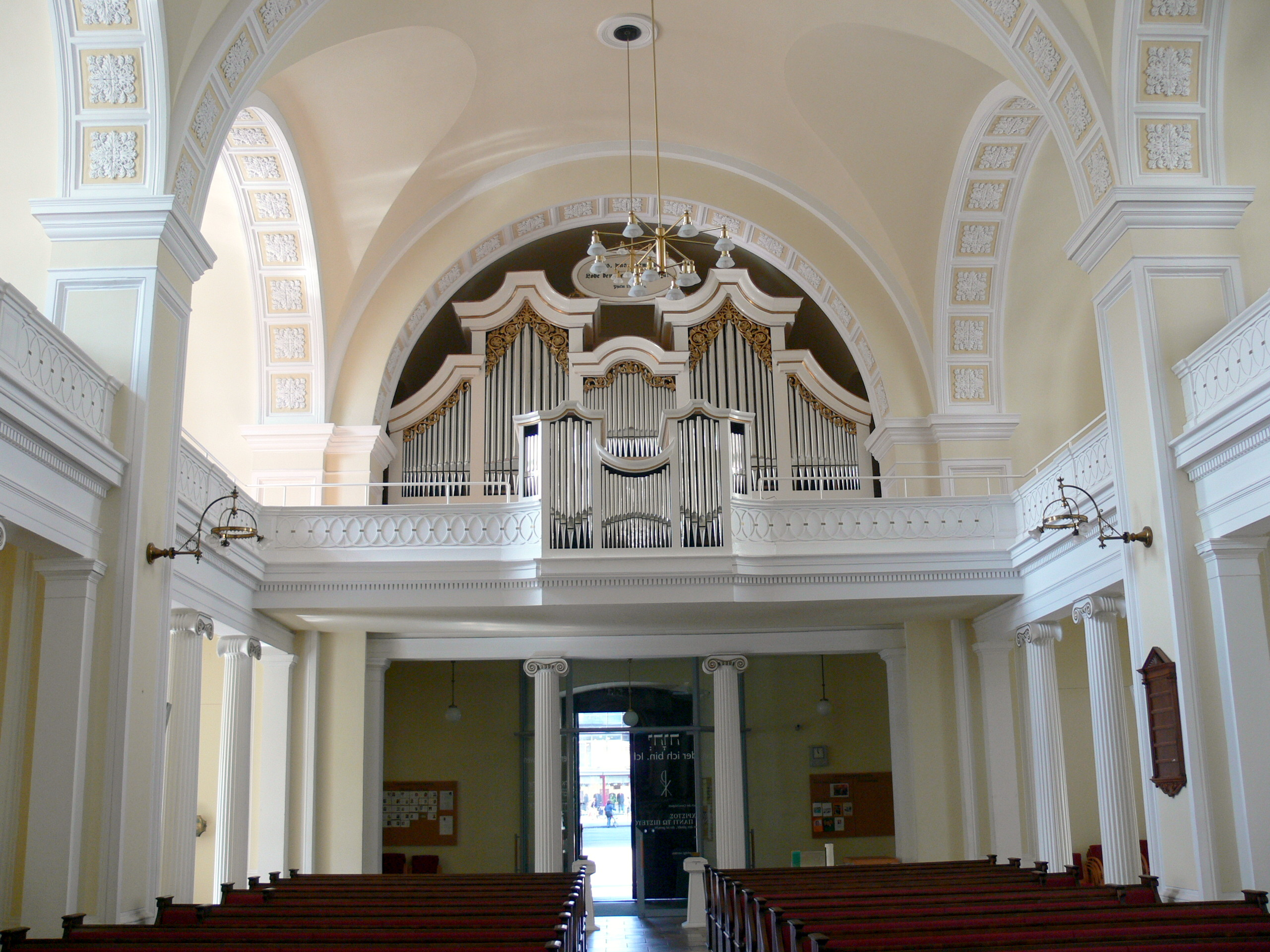
Orgel von Rowan West

Die frühere Orgel wurde 1961 durch die Firma Rieger erbaut. Die Orgel von 2006 hat folgende Disposition:
| I Hauptwerk C-f3 |     |
| Bordun           | 16′ |
| Prinzipal        | 8′  |
| Hohlflöte        | 8′  |
| Viol di gamba    | 8′  |
| Unda maris       | 8′  |
| Oktave           | 4′  |
| Spitzflöte       | 4′  |
| Salicet          | 4′  |
| Quinta           | 3′  |
| Oktave           | 2′  |
| Cornett III      |     |
| Mixtur IV        |     |
| Fagott           | 16′ |
| Trompete         | 8′  |

| II Rückpositiv C-f3 |       |
| Prinzipal           | 8′    |
| Gedackt             | 8′    |
| Quintadena          | 8′    |
| Octave              | 4′    |
| Rohrflöte           | 4′    |
| Nasat               | 3′    |
| Waldflöte           | 2′    |
| Octave              | 2′    |
| Terz                | 13/5′ |
| Mixtur III          |       |
| Hautbois            | 8′    |
| Schalmey            | 4′    |

| Pedal C-f1 |     |
| Violonbass | 16′ |
| Subbass    | 16′ |
| Oktavbass  | 8′  |
| Oktave     | 4′  |
| Mixtur IV  |     |
| Posaune    | 16′ |
| Trompete   | 8′  |
| Trompete   | 4′  |

- Koppeln: RP/HW, HW/P, Rp/P
- Stimmung: Bach-Barnes
- a′ = 440 Hz
- Anmerkungen:

1. ↑  ab g
2. ↑  ab c

## Belege
1. ↑  Kriegerdenkmal Martin Luther-Kirche. In: stadtgeschichte.linz.at, Denkmäler in Linz.
2. ↑  Die Orgel der Martin-Luther-Kirche. In: linz-evang.at. Abgerufen am 16. Februar 2024.

Koordinaten: 48° 18′ 1,7″ N, 14° 17′ 31,6″ O